# Piotr Zwoliński
Piotr Zwoliński (ur. 8 lipca 1965 w Łodzi, zaginął w sierpniu 2010) – polski duchowny rzymskokatolicki archidiecezji łódzkiej, historyk, wykładowca akademicki, profesor nadzwyczajny doktor habilitowany.
W 1991 ukończył Wyższe Seminarium Duchowne w Łodzi, uzyskał tytuł magistra teologii na Akademii Teologii Katolickiej w Warszawie, przyjął święcenia kapłańskie i został oddelegowany do funkcji wikariusza w nowo utworzonej parafii św. Stanisława Biskupa w Bełchatowie. W następnym roku przeniesiony został do parafii Zesłania Ducha Świętego przy placu Wolności w Łodzi.
W 1994 zdobył licencjat naukowy z historii Kościoła na ATK. Dwa lata później na tej samej uczelni obronił pracę doktorską pt. Sanktuarium Matki Bożej Studziańskiej w latach 1671–1865, której promotorem był ks. Józef Mandziuk. Tym samym został doktorem nauk humanistycznych w zakresie historii, o specjalności historia Kościoła. W latach 2006–2007 przygotował rozprawę pt. Działalność społeczno-dobroczynna Kościoła łódzkiego w okresie międzywojennym (studium historyczne), której pozytywna ocena zapewniła mu habilitację.
Ks. Zwoliński był wykładowcą historii w łódzkim, diecezjalnym seminarium duchownym oraz w Instytucie Nauk Historycznych Uniwersytetu Kardynała Stefana Wyszyńskiego, gdzie pracował na stanowisku profesora nadzwyczajnego. Brał aktywny udział w popularyzowaniu historii, współorganizując konferencje naukowe, także we współpracy z państwowymi instytucjami, jak np. Instytut Pamięci Narodowej.
W sierpniu 2010 wraz z Michałem Kacperskim (pracownikiem Biblioteki Uniwersytetu Łódzkiego) udał się do Kazachstanu, aby zdobyć najwyższy szczyt tego kraju – Chan Tengri. Podróżnicy zaginęli po wyjeździe z Ałmaty w kierunku bazy Karkara. Przeprowadzone, pod kierunkiem alpinisty Denisa Urubko, w lipcu 2011 roku ponowne poszukiwania nie przyniosły żadnych rezultatów.